# Бережанська вулиця (Київ)
Бережа́нська ву́лиця — вулиця в Оболонському районі міста Києва, місцевість Пріорка, Мінський масив. Пролягає від Лугової до Полярної вулиці.
Прилучаються вулиці Коноплянська, Пріорська, Миколи Гулака та Петра Панча.

## Історія
Вулиця прокладена у середині XX століття крізь колишні поля зрошення і частину старої забудови під назвою Нова. Сучасну назву отримала у 1957 році, на честь міста Бережани (Тернопільська область).

## Пам'ятники
На території інституту художнього моделювання та дизайну встановлено пам'ятний знак ліквідаторам аварії на Чорнобильській АЕС. Пам'ятник має вигляд стели з чорного граніту з викарбуваними на ній віршами поета І. Редчиця.

## Цікаві факти
Біля прохідної київської офсетної фабрики встановлено старовинний друкарський верстат.

## Установи та заклади

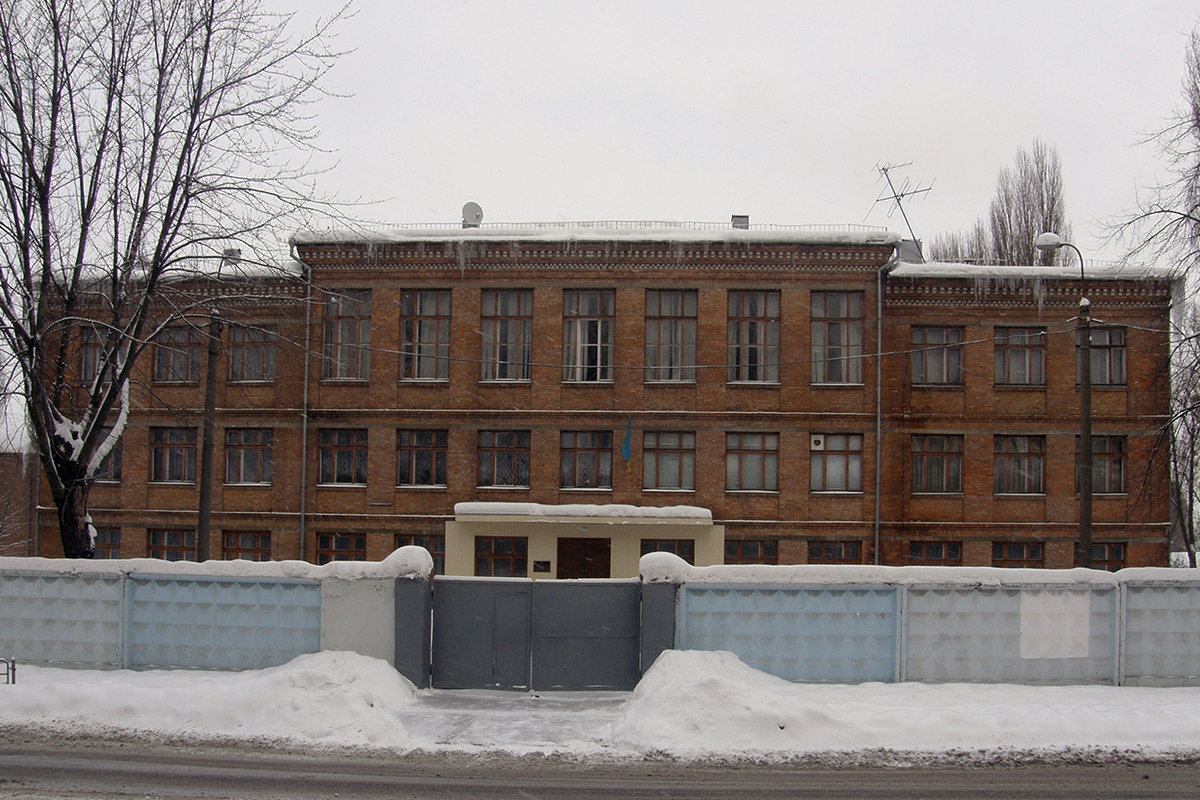
інтернат № 22, типовий проєкт 2-02-73

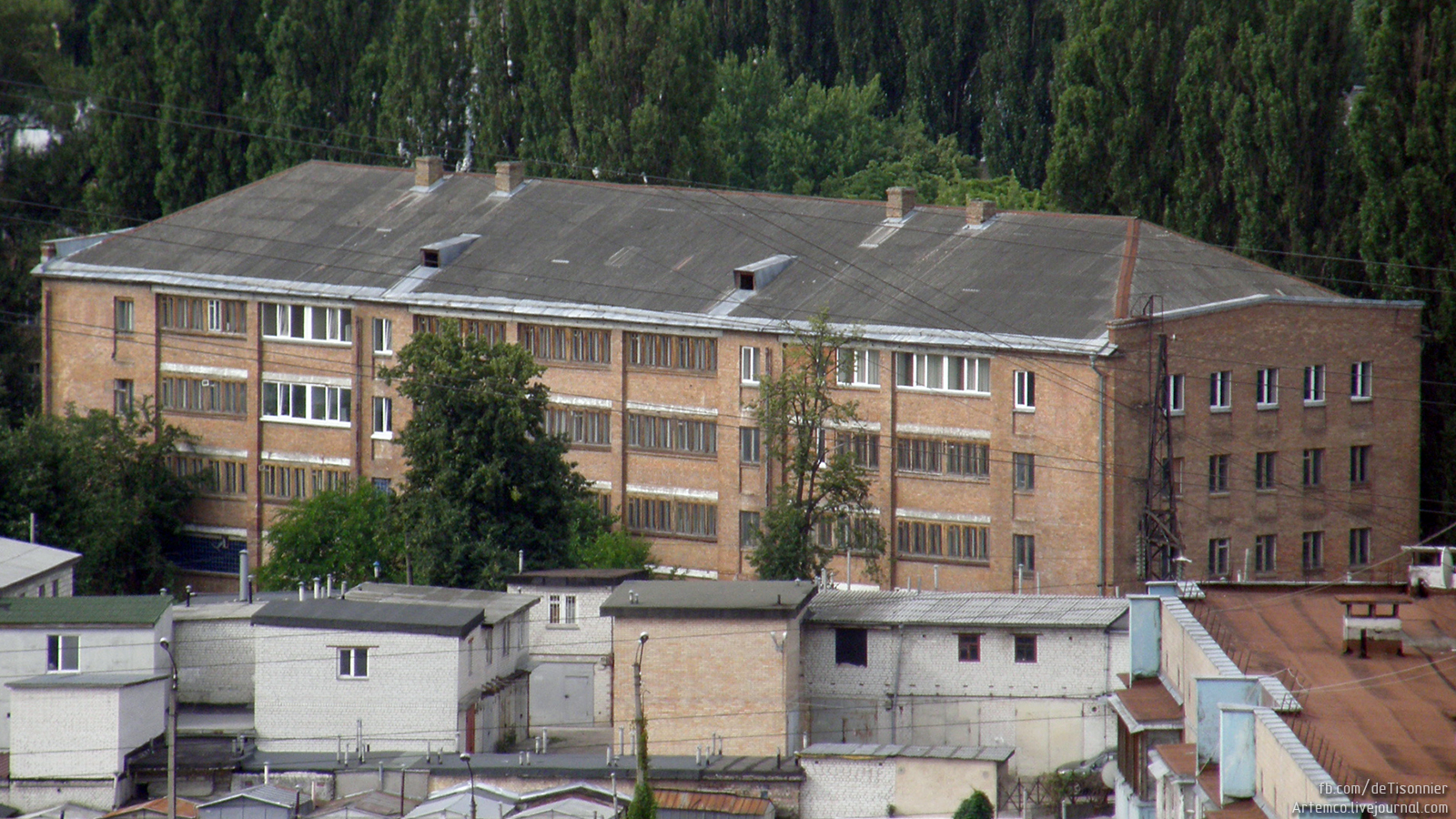
спальний корпус інтернату № 22, типовий проєкт 2-02-99

- Київська офсетна фабрика (буд. № 1)
- Завод «Сокіл» Українського товариства мисливців і рибалок (буд. № 4)
- Інститут художнього моделювання та дизайну (буд. № 5)
- Санаторна школа-інтернат № 22 (буд. № 6)
- ЖК «Бережанський»